# Elisabeth Augusta Wendling (Sängerin, 1752)
Elisabeth Augusta Wendling, auch genannt Gustl Wendling, (* 4. Oktober 1752 in Mannheim; † 18. Februar 1794 in München) war eine deutsche Opernsängerin (Sopran).
Die Namensgleichheit Gustls mit ihrer Lisl genannten Tante Elisabeth Augusta Wendling (1746–1786) nach deren Heirat mit Gustls Onkel Franz Anton Wendling führt oft zur Verwechslung.

## Leben
Gustl, die gemeinsame Tochter der Sängerin Dorothea Wendling und des Komponisten und Flötisten Johann Baptist Wendling, nahm Gesangsunterricht bei ihrer Mutter und gab ihr Debüt am Theater in Mannheim in einer Nebenrolle. Durch ihre sängerischen Leistungen in Niccolò Piccinnis „La Buona Figliuliola“ 1769 sowie durch ihre Erfolge bei Gastengagements in Zweibrücken zählte sie bald zu den bekannten Sängerinnen ihrer Zeit. 1772 machte ihr Johann Christian Bach offensichtlich erfolglos einen Heiratsantrag, dessen Ablehnung vermutlich der Grund für den Abbruch seines Hofaufenthalts in Mannheim war. Gustl wurde später die Geliebte von Joseph Anton Graf von Seeau (1713–1799), der seit 1753 Hofmusikintendant in München war. Mozart kommentierte diese zwei Liebschaften Gustls ausgiebig in seinen familiären Briefen. Er komponierte 1777 noch in Mannheim die Ariette für Singstimme und Klavier von „Oiseaux, si tous les ans“ (KV 307) für die junge Sängerin.
Mit dem Umzug ihrer Eltern nach München sang sie zunächst von 1782 bis 1783 in Wien und ab 14. November 1784 gemeinsam mit ihrer Mutter als Hofsängerin am Münchner Hoftheater (→Cuvilliés-Theater).